# Tommy Wingels
Thomas „Tommy“ Wingels (* 12. April 1988 in Evanston, Illinois) ist ein ehemaliger US-amerikanischer Eishockeyspieler, der im Verlauf seiner aktiven Karriere zwischen 2007 und 2020 unter anderem 506 Spiele für die San Jose Sharks, Ottawa Senators und Chicago Blackhawks in der National Hockey League (NHL) auf der Position des Centers bestritten hat.

## Karriere
Wingels begann seine Juniorenkarriere im Jahr 2006 bei den Cedar Rapids RoughRiders in der United States Hockey League (USHL). Dort bestritt er als 18-Jähriger eine solide erste Spielzeit mit 28 Punkten in 47 Partien. Zur folgenden Spielzeit wechselte der US-Amerikaner ans College und begann an der Miami University in Oxford im Bundesstaat Ohio sein Studium. Parallel spielte er an der Universität für das Universitätsteam Miami RedHawks, die in der Central Collegiate Hockey Association (CCHA), einer Division der National Collegiate Athletic Association (NCAA), beheimatet waren. Gleich in seiner ersten Spielzeit am College verbuchte Wingels 29 Scorerpunkte in 42 Begegnungen. Ähnliche Zahlen ließ er im zweiten Jahr folgen, nachdem er im Sommer 2008 in der sechsten Runde an 177. Stelle von den San Jose Sharks im NHL Entry Draft 2008 ausgewählt worden war. Unterdessen schaffte es die Mannschaft erstmals überhaupt ins Finale um die Meisterschaft der NCAA-Division-I, wo es der Boston University knapp mit 3:4 in der Overtime unterlag. In seinem dritten und letzten Jahr an der Miami University führte Wingels das Team schließlich als Mannschaftskapitän auf Eis und gehörte zu einem Quartett von vier Spielern, das über 40 Scorerpunkte erzielte. Am Ende der Saison gewann die Mannschaft erstmals seit 2006 den Meistertitel der CCHA. Wingels wurde zudem als bester Defensivstürmer ausgezeichnet und für das CCHA Second All-Star Team nominiert, nachdem er bereits im Frühjahr 2009 ins Frozen Four All-Tournament Team der NCAA berufen worden war.

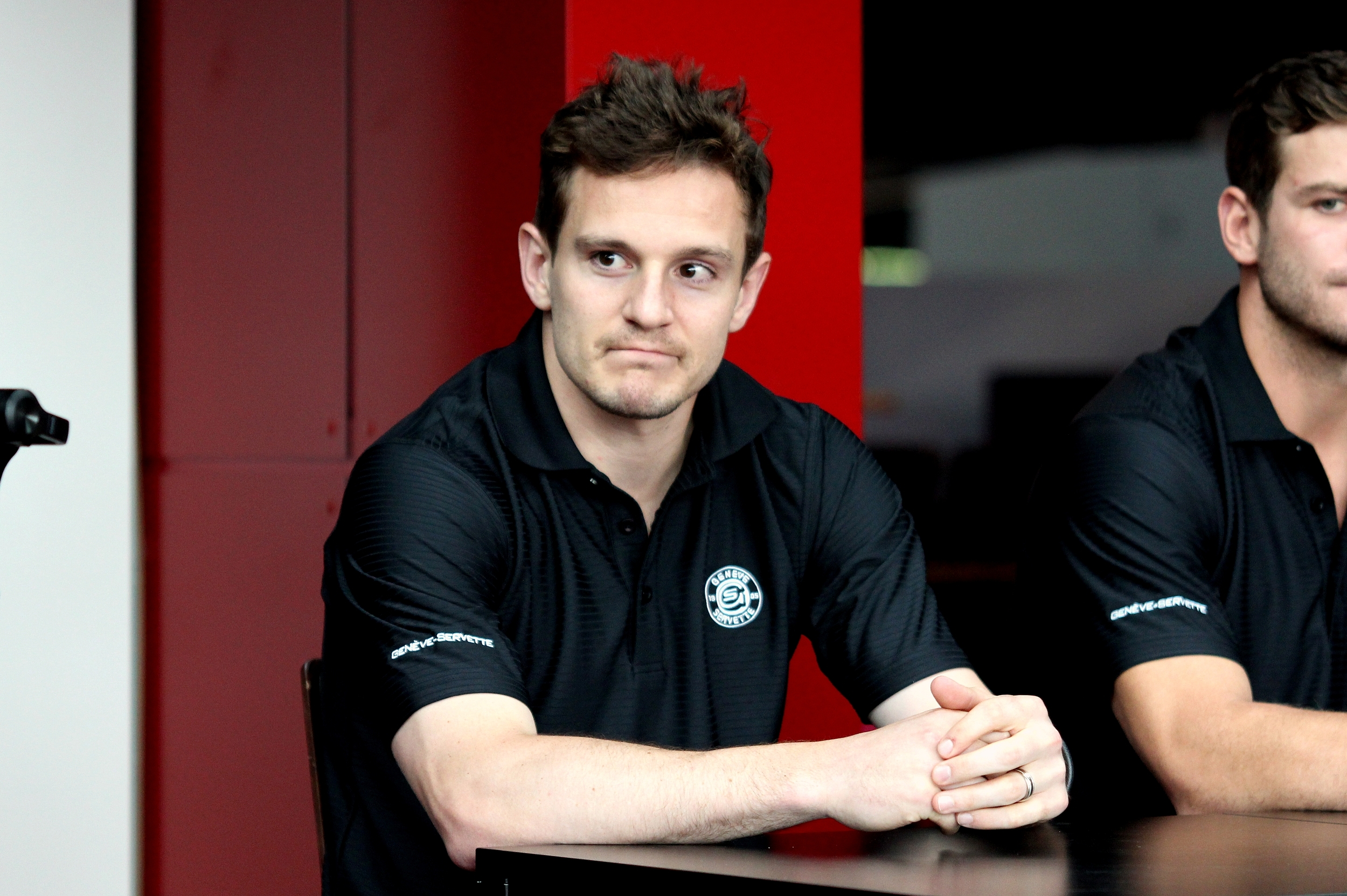
Wingels bei einem Pressetermin für den Genève-Servette HC

Nach Ablauf der Spielzeit erhielt der Center am 1. Juni 2010 ein Vertragsangebot der San Jose Sharks über zwei Jahre, das er unterzeichnete. Seine Leistungen im saisonvorbereitenden Trainingscamp beeindruckten die Trainer so sehr, dass er zum Auftakt der NHL-Saison 2010/11 im Kader der Sharks stand und sein Debüt in der National Hockey League (NHL) gab. Zudem kam er hauptsächlich für das Farmteam San Joses, die Worcester Sharks, in der American Hockey League (AHL) zum Einsatz. Zur Spielzeit 2011/12 sammelte der Stürmer weitere Erfahrungen in der NHL. In der verkürzten NHL-Saison 2012/13, die er aufgrund des Lockouts zunächst zwischen September 2012 und Januar 2013 beim finnischen Eishockeyklub KooKoo Kouvola in der zweitklassigen Mestis verbrachte, schaffte Wingels den endgültigen Sprung in den NHL-Kader San Joses. Diesem gehörte er bis zum Januar 2017 fest an, ehe er im Tausch für Zack Stortini, Buddy Robinson und ein Siebtrunden-Wahlrecht im NHL Entry Draft 2017 an die Ottawa Senators abgegeben wurde.
Im Trikot des kanadischen Hauptstadtklubs erfüllte der Stürmer seines auslaufenden Vertrag bis zum Saisonende. Anschließend schloss er sich im Juli 2017 als Free Agent den Chicago Blackhawks an. Die Blackhawks gaben ihn jedoch im Februar 2018 im Rahmen der Trade Deadline an die Boston Bruins ab und erhielten im Gegenzug ein Fünftrunden-Wahlrecht für den NHL Entry Draft 2019. Nachdem der Angreifer über das Saisonende hinaus keinen Anschlussvertrag in Boston erhielt, befand er sich ab Juli 2018 auf der Suche nach einem neuen Arbeitgeber. Diesen fand er in Europa, als er sich im August 2018 dem Genève-Servette HC aus der Schweizer National League anschloss. Im Juni 2020 beendete der US-Amerikaner nach zwei Spielzeiten in Genf seine Karriere im Alter von 32 Jahren. Im Sommer 2022 wurde er in den Trainerstab seines Ex-Teams San Jose Sharks integriert.

### International
Wingels vertrat sein Heimatland bei der Weltmeisterschaft 2014 in der belarussischen Hauptstadt Minsk. Dort bestritt er für das US-amerikanische Team sieben Turnierspiele, in denen er punktlos blieb. Am Turnierende belegte die Mannschaft den sechsten Rang.

## Erfolge und Auszeichnungen
- 2009 NCAA Frozen Four All-Tournament Team
- 2010 Mason-Cup-Gewinn mit der Miami University
- 2010 CCHA Best Defensive Forward
- 2010 CCHA Second All-Star Team

## Karrierestatistik

### International
Vertrat die USA bei:
- Weltmeisterschaft 2014

(Legende zur Spielerstatistik: Sp oder GP = absolvierte Spiele; T oder G = erzielte Tore; V oder A = erzielte Assists; Pkt oder Pts = erzielte Scorerpunkte; SM oder PIM = erhaltene Strafminuten; +/− = Plus/Minus-Bilanz; PP = erzielte Überzahltore; SH = erzielte Unterzahltore; GW = erzielte Siegtore; 1 Play-downs/Relegation; Kursiv: Statistik nicht vollständig)